# لئو دویندام
لئو دویندام (هلندی: Leo Duyndam; ۲ ژانویهٔ ۱۹۴۸ – ۲۶ ژوئیهٔ ۱۹۹۰) دوچرخه‌سوار اهل هلند بود.